# Église Santi Giovanni Evangelista e Petronio
L'église Santi Giovanni Evangelista e Petronio (en français : « église des saints Jean l'Évangéliste et Pétrone »)  est un lieu de culte catholique à Rome, du rione Regola, situé via del Mascherone. C'est l'église régionale des Bolonais résidant à Rome.

## Histoire
L'église paroissiale médiévale est mentionnée dans une bulle du pape Urbain III de 1186 et comptée parmi les églises filiales de  San Lorenzo in Damaso. Elle porte à l'époque le nom de Sanctae Thomae de Yspanis, car elle était confiée aux soins de prêtres espagnols : dans le catalogue du Cencio Camerario (fin XIIe siècle) elle figure au no 159 avec le nom de Sancto Thome de Spanis. À la fin du XVe siècle, elle est appelée San Tommaso dei muratori et plus tard aussi San Tommaso della chain, par les moines qui y vécurent pendant une certaine période.
Peut-être à cause de la négligence avec laquelle elle a été entretenue, en 1581,  le pape Grégoire XIII confie l'église à l'archiconfrérie des Stigmates de Bologne (crée en 1575) qui la restaure, confiant les travaux à Ottaviano Mascherino en 1582, et lui attribue les saints patrons de la ville de Bologne ; l'oratoire attenant est du même architecte, construit en 1601 et détruit au XIXe siècle. La façade actuelle date de la fin du  XVIIe siècle.
Avec les lois subversives post-unification (Eversione dell'asse ecclesiastico),  l'église est confisquée par l'État italien et plus tard, rendue à l'autorité ecclésiastique par un arrêté royal du 16 octobre 1940.
Depuis 1985, l'église est le siège du titre cardinalice Santi Giovanni Evangelista e Petronio. Depuis le 19 novembre 2016, le titulaire est le cardinal Baltazar Porras Cardozo.

## Description
La façade est divisée en trois parties par des pilastres à chapiteaux corinthiens et se termine par un tympan triangulaire, interrompu sur sa partie basse par une grande fenêtre.
L'intérieur a un plan en croix grecque avec un bras allongé dans l'abside ; l'église primitive avait à la place trois nefs.
Une cantoria du XVIIe siècle en bois décoré est installée à l'intérieur de la façade, ainsi que le monument funéraire de Bonifacio Pasi, un patricien bolonais,  et de son fils Pietro, tous deux morts en 1571 lors de la bataille de Lépante. Ce monument était situé dans le siège primitif de l'archiconfrérie, l'église San Giovanni Calibita, sur l'île Tibérine, avant d'être transféré là. Les pierres tombales de notables de Bologne et de membres de l'archiconfrérie, dont l'évêque Taddeo Sarti, Alfonso Ercolani, Silvio Antonio Ranuzzi et Galeazzo Sforza Volta, sont réparties dans toute l'église.
Trois autels sont disposés dans l'église : deux latéraux et le maître-autel. Sur l'autel de droite se trouve une toile de Francesco Gessi, représentant la Mort de saint Joseph. La tombe du sculpteur bolonais Alessandro Algardi, qui s'y trouvait également, a été détruite. L'autel de gauche est dédié à une sainte bolonaise, Catherine de Bologne, canonisée par le pape Clément XI en 1712 ; la peinture primitive dédiée à la sainte, de Giovanni Gioseffo dal Sole, a été perdue, remplacée maintenant par une œuvre anonyme représentant le Corps momifié de la sainte intronisée.
L'œuvre la plus importante de l'église, la peinture du Dominiquin représentant la Vierge parmi les saints titulaires, était disposée sur le maître-autel, œuvre qui jusqu'en 1953 a été conservée dans la pinacothèque de Brera à Milan, puis jusqu'à aujourd'hui, dans la galerie nationale d'Art ancien du palais Barberini à Rome. A sa place, au milieu du XIXe siècle, a été installé un tableau d'un artiste inconnu, la Vierge à l'Enfant et aux saints.
Les Vertus cardinales attribuées à Pompeo Aldrovandini sont peintes dans les pendentifs de la voûte.